# ラース・リッケン
ラース・リッケン（Lars Ricken, 1976年7月10日 - ）はドイツ出身の元サッカー選手。ポジションはミッドフィールダー。2008年に現役を引退するまで、ボルシア・ドルトムント一筋でプレーした。

## 経歴
1993年にボルシア・ドルトムントに入団すると、1994年3月8日の対シュトゥットガルト戦で最年少記録となる17歳という若さでブンデスリーガデビューを飾った。1996-97シーズンのチャンピオンズリーグ決勝、対ユヴェントス戦では途中出場から16秒後にファーストタッチで見事なループシュートを決め、チームのタイトル獲得に貢献した。これらの活躍により将来のドイツ代表を背負って立つ逸材として注目を集めた。
1997年10月10日のワールドカップ予選の対アルメニア代表戦で代表デビューをするも、度重なる怪我により、ワールドカップ・フランス大会、EURO2000と2度のビッグトーナメントに出場する機会を逃した。クラブでも2000-01シーズン途中には、ポジションの重なるロシツキーが加入。2001-02シーズンは、ロシツキー、アモローゾ、コレル、エベルトンを中心とした攻撃陣で優勝するも、彼自身は、途中出場や一列下がったポジションでの出場が多くなった。ダイスラーの怪我もあり、ドイツ代表としてワールドカップ・日韓大会代表に選出、同国は準優勝するも、リッケンはピッチに立つことなく大会を後にした。
2007年4月にトーマス・ドルにリザーブチーム行きを命じられ、同年の11月に現役を引退すると発表したものの、現役復帰を目指し、2008年2月にMLSのコロンバス・クルーのキャンプに参加した。しかし、数日でドイツに帰国することとなった。
周囲の過度な期待や怪我などの影響もあり、伸び悩み、期待されたほどの結果を残すこと出来ず、2008年11月に正式に現役を引退することが発表され、併せてボルシア・ドルトムントのユース・コーディネーターに就任することが発表された。

## 代表歴

### 出場大会
- ドイツ代表
  - 2002 FIFAワールドカップ (準優勝)

### 試合数
- 国際Aマッチ 16試合 1得点（1997年-2002年）[5]

| ドイツ代表 | 国際Aマッチ | 国際Aマッチ |
| 年         | 出場        | 得点        |
| ---------- | ----------- | ----------- |
| 1997       | 1           | 0           |
| 1998       | 3           | 0           |
| 1999       | 4           | 0           |
| 2000       | 0           | 0           |
| 2001       | 6           | 0           |
| 2002       | 2           | 1           |
| 通算       | 16          | 1           |

## 獲得タイトル

### 代表
- U16ヨーロッパ選手権1992年大会 優勝
- U18ヨーロッパ選手権1994年大会 準優勝
- FIFAワールドカップ2002年大会 準優勝

### クラブ
- UEFAチャンピオンズリーグ優勝　1回　（1997）
- トヨタカップ優勝　1回　（1997）
- ドイツ・ブンデスリーガ優勝　3回　（1995、1996、2002）